# Takhtajania perrieri
Takhtajania perrieri (Capuron) Baranova & J.-F.Leroy è una angiosperma della famiglia delle Winteracee, endemica del Madagascar. È l'unica specie del genere Takhtajania.

## Descrizione
Si tratta di un piccolo albero o arbusto sempreverde, con fusto alto da 3 a 9 m, con foglie lanceolate, coriacee, di colore verde brillante, a margine intero, fortemente aromatiche. I fiori, di colore rosso scuro con margine biancastro, sono riuniti in infiorescenze terminali pendule; l'ovario è supero. I frutti sono ovoidali, di colore rossiccio, del diametro di circa 1 cm.
A differenza della maggior parte delle angiosperme la Takhtajania manca di un sistema vascolare che rende più efficiente il trasporto dell'acqua.

## Distribuzione e habitat
La specie è endemica delle regioni montuose del Madagascar, dove si trova in una piccola area delle foreste sub-umide.
Il primo esemplare conosciuto della pianta fu raccolto nel 1909 sul massiccio Manongarivo del Madagascar centrale ad un'altezza di 1700 metri. Nel 1963 il botanico francese René Capuron esaminò un esemplare della pianta non classificato, che identificò come una nuova specie Bubbia perrieri in onore del botanico francese Henri Perrier de la Bâthie (1873-1958). Nel 1978 i botanici Margarita Baranova e Jean-François Leroy riclassificarono la pianta in un proprio genere Takhtajania, dal botanico russo Armen Takhtajan.

Nel 1994 il raccoglitore malgascio Fanja Rasoavimbahoaka raccolse un nuovo esemplare nella  Riserva speciale di Anjanaharibe Sud, a circa 150 km dalla località dove fu trovata la specie nel 1909. Nel maggio 1997 George E. Schatz la identificò come Takhtajania. Una successiva spedizione scoprì un'estesa stazione della specie nella zona dove era stato raccolto il secondo esemplare.

## Conservazione
Considerata la ristrettezza del suo areale, la Lista rossa IUCN classifica Takhtajania perrieri come specie in pericolo di estinzione (Endangered).